# Primeira Divisão de 1976–77
A Primeira Divisão de 1976-77 foi a 43.ª edição do Campeonato Português de Futebol.
Este temporada, representou 16 clubes no campeonato.
Foi o Benfica que ganhou o campeonato. É o vigésimo terceiro título do clube da sua história.

## Classificações
| Pos | Equipa            | J  | V  | E  | D  | GM | GS | Diff | Pts |
| --- | ----------------- | -- | -- | -- | -- | -- | -- | ---- | --- |
| 1   | Benfica           | 30 | 23 | 5  | 2  | 67 | 24 | +43  | 51  |
| 2   | Sporting          | 30 | 17 | 8  | 5  | 59 | 26 | +33  | 42  |
| 3   | FC Porto          | 30 | 18 | 5  | 7  | 72 | 27 | +50  | 41  |
| 4   | Boavista          | 30 | 13 | 8  | 9  | 41 | 33 | +8   | 34  |
| 5   | Académica         | 30 | 14 | 6  | 10 | 29 | 25 | +4   | 34  |
| 6   | Vitória Setúbal   | 30 | 13 | 6  | 11 | 47 | 46 | +1   | 32  |
| 7   | Varzim            | 30 | 10 | 11 | 9  | 36 | 36 | 0    | 31  |
| 8   | Sporting Braga    | 30 | 10 | 9  | 11 | 36 | 36 | 0    | 29  |
| 9   | Vitória Guimarães | 30 | 10 | 6  | 14 | 39 | 38 | +1   | 26  |
| 10  | Belenenses        | 30 | 7  | 12 | 11 | 29 | 40 | -11  | 26  |
| 11  | Estoril           | 30 | 6  | 13 | 11 | 26 | 36 | -10  | 25  |
| 12  | Portimonense      | 30 | 8  | 9  | 13 | 34 | 46 | -12  | 25  |
| 13  | Beira Mar         | 30 | 7  | 9  | 14 | 33 | 57 | -24  | 23  |
| 14  | Montijo           | 30 | 7  | 9  | 14 | 30 | 47 | -17  | 23  |
| 15  | Leixões           | 30 | 4  | 15 | 11 | 15 | 31 | -16  | 23  |
| 16  | Atlético          | 30 | 3  | 9  | 18 | 23 | 68 | -45  | 15  |

## Líder por jornada
| Jornadas | Jornadas | Jornadas | Jornadas | Jornadas | Jornadas | Jornadas | Jornadas | Jornadas | Jornadas | Jornadas | Jornadas | Jornadas | Jornadas | Jornadas | Jornadas | Jornadas | Jornadas | Jornadas | Jornadas | Jornadas | Jornadas | Jornadas | Jornadas | Jornadas | Jornadas | Jornadas | Jornadas | Jornadas | Jornadas |
| -------- | -------- | -------- | -------- | -------- | -------- | -------- | -------- | -------- | -------- | -------- | -------- | -------- | -------- | -------- | -------- | -------- | -------- | -------- | -------- | -------- | -------- | -------- | -------- | -------- | -------- | -------- | -------- | -------- | -------- |
| 1        | 2        | 3        | 4        | 5        | 6        | 7        | 8        | 9        | 10       | 11       | 12       | 13       | 14       | 15       | 16       | 17       | 18       | 19       | 20       | 21       | 22       | 23       | 24       | 25       | 26       | 27       | 28       | 29       | 30       |
| AC       | Sporting | Sporting | Sporting | Sporting | Sporting | Sporting | Sporting | Sporting | Sporting | Sporting | Sporting | Sporting | Sporting | Sporting | Sporting | Sporting | Sporting | Benfica  | Benfica  | Benfica  | Benfica  | Benfica  | Benfica  | Benfica  | Benfica  | Benfica  | Benfica  | Benfica  | Benfica  |

## Campeão
| Campeonato de Portugal de primeira divisão 1976/1977 |
| ---------------------------------------------------- |
| Benfica 23° Título                                   |